# Elisa de Lamartine
Elisa de Lamartine (născută: Mary Ann Elisa Birch; n. 13 martie 1790, Languedoc, Franța – d. 24 mai 1863, Paris, Franța), cunoscută și sub numele de Marianne de Lamartine, a fost o pictoriță și sculptoriță franceză despre care se crede că ar fi de origine engleză.

## Biografie
Artista s-a născut la 13 martie 1790, în Languedoc, Franța. (Unele surse spun că s-a născut la Londra, dar acest lucru nu a fost confirmat). A fost fiica maiorului William Henry Birch și a Christinei Cordelia Reessen și a fost botezată la 31 mai 1792 la parohia Saint Anne din Soho, City of Westminster, din Londra.
Elisa s-a căsătorit cu scriitorul și poetul Alphonse de Lamartine (1790-1869) în biserica Saint-Pierre de Maché, din Chambéry, Franța, la 6 iunie 1820. Cuplul a avut doi copii: Félix Marie Emilius Alphonse de Lamartine (născut la Roma, Italia în 1821 și decedat la Paris în decembrie 1822 din cauza febrei înainte de a împlini doi ani) și Marie Louise Julie de Lamartine, cunoscută sub numele de Julia, (născută la Mâcon, Franța la 14 mai 1822). Julia a murit la Beirut, Liban, în 1832, la vârsta de zece ani, în timpul unei expediții a familiei în Liban, Siria și Țara Sfântă în 1832–33.
Elisa a murit la 24 mai 1863 la Paris, la vârsta de 73 de ani.

## Exponate și lucrări
În 2003, în cadrul sărbătoririi bienalei Lamartine, artistului i-a fost dedicată o expoziție intitulată Evocarea lui Marianne de Lamartine la Musee Lamartine din Macon, Franța.
În 1843, Lamartine a lucrat cu profesorul ei, sculptorul François Jouffroy⁠(d), la un font din marmură trinitariană la biserica St. Germain l'Auxerrois⁠(d) din Paris, care a fost descris ca fiind „un izvor cu apă sfințită executat după desenele doamnei de Lamartine, păpuși care defilează în jurul unei cruci.” 

## Lucrări alese în colecții publice

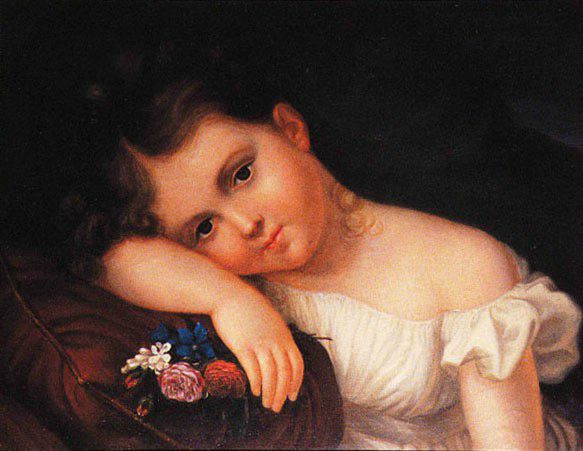
Portretul fiicei Julia de doamna de Larmartine

Lamartine era cunoscută ca pictoriță, acuarelistă, sculptoriță, desenatoare, ilustratoare și muziciană.
- Mâcon, Muzeul Lamartine: La Saône et La Loire, 1847, modele din ipsos ale unui proiect de decorare (nerealizat) pentru podul Saint-Laurent din Mâcon.
- Mâcon, Muzeul Ursulinelor: Caritatea Romană, ulei pe pânză; și Urania, ulei pe pânză.
- Paris, Muzeul Vieții Romantice: Florile de pe altar, circa 1846, poem autograf de Alphonse de Lamartine, iluminat de Elisa de Lamartine.
- Saint-Point, Château de Saint-Point: Portretul Mariei Louise Julie de Lamartine, ulei pe pânză

## Portrete ale artistei
- Jean-Léon Gérôme, Portretul doamnei de Lamartine, 1849, Montauban, Muzeul Ingres .
- François Claudius Compte-Calix, Madame de Lamartine Adoptarea copiilor patriotilor uciși la baricadele din Paris în timpul Revoluției din 1848, Castelul Barnard, Muzeul Bowes . [11]
- Johann Ender, Portretul lui Mary Ann Elisa Birch (1790-1863), 1821, desen gravat de Thomas-Casimir Regnault. O copie a gravurii este păstrată la Palatul Versailles . [12]